# Hiệu ứng Novaya Zemlya

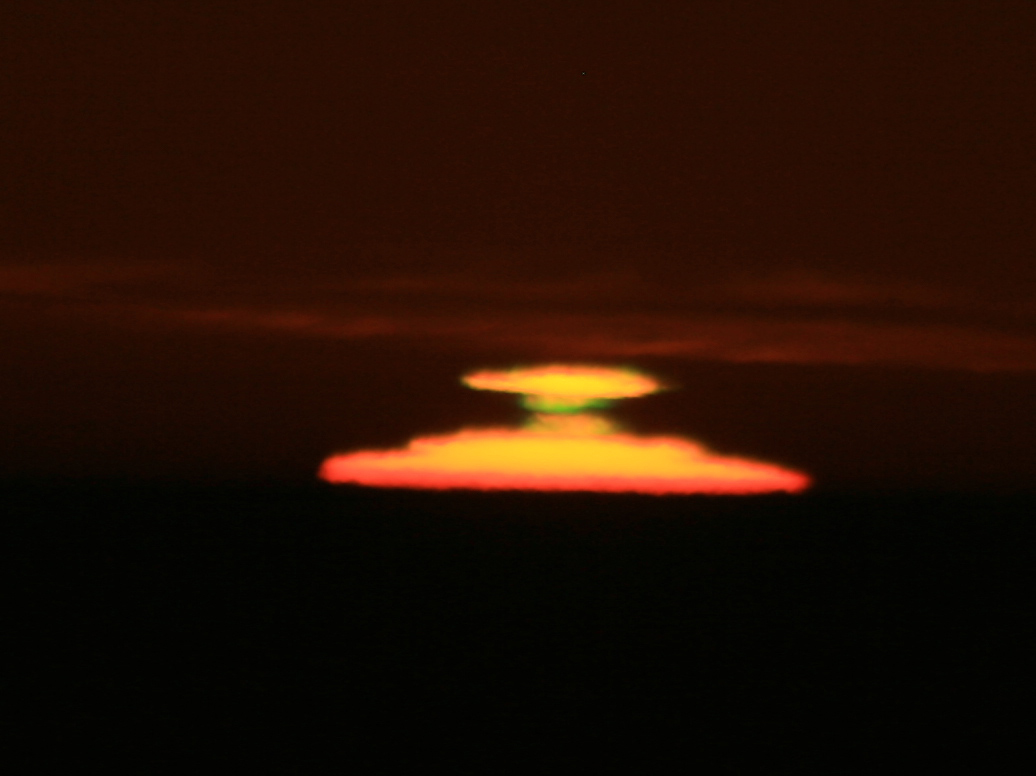
Hiệu ứng Novaya Zemlya: một hình ảnh bị bóp méo do ảo ảnh. Cũng có thể nhìn thấy cả tia chớp lục màu xanh lá cây.

Hiệu ứng Novaya Zemlya là một ảo tượng khí hậu vùng cực gây ra bởi sự khúc xạ ánh sáng mặt trời cao giữa các lớp nhiệt khí quyển. Hiệu ứng Novaya Zemlya sẽ tạo ấn tượng rằng Mặt Trời mọc sớm hơn thực tế (nói về mặt thiên văn học), và tùy thuộc vào tình hình khí tượng, hiệu ứng sẽ thể hiện Mặt Trời dưới dạng đường thẳng hoặc hình vuông (đôi khi được gọi là "Mặt Trời hình chữ nhật"), được tạo thành từ các hình dạng đồng hồ cát phẳng. Ảo tượng đòi hỏi các tia sáng Mặt Trời phải truyền qua lớp nghịch nhiệt trong hàng trăm km (ít nhất 400 km), và phụ thuộc vào gradien nhiệt độ của lớp nghịch nhiệt. Ánh sáng mặt trời phải bị lệch theo độ cong của Trái Đất ít nhất 400 km để cho phép tăng độ cao 5° để nhìn thấy đĩa mặt trời.
Người đầu tiên ghi lại hiện tượng này là Gerrit de Veer, một thành viên của chuyến thám hiểm thứ ba xấu số của Willem Barentsz vào vùng cực Bắc năm 1596-1597. Bị mắc kẹt bởi băng, cả nhóm buộc phải ở lại trong mùa đông trong một nhà nghỉ tạm thời trên quần đảo Novaya Zemlya và được nhìn thấy cực quang. Vào ngày 24 tháng 1 năm 1597, De Veer và một thành viên phi hành đoàn khác tuyên bố đã nhìn thấy Mặt Trời xuất hiện phía trên đường chân trời, tròn hai tuần trước khi tính toán trở về. Họ đã gặp phải sự hoài nghi của các thành viên còn lại (những người cáo buộc De Veer đã sử dụng lịch Julian cũ thay vì lịch Gregorian được giới thiệu vài năm trước đó), nhưng vào ngày 27 tháng 1, Mặt Trời đã được mọi người nhìn thấy "trong vòng tròn ảo ảnh của nó". Trong nhiều thế kỷ, câu chuyện là nguồn gốc của sự hoài nghi, cho đến thế kỷ 20, hiện tượng này cuối cùng đã được chứng minh là có thật.

## Có thể đã sử dụng bởi người Viking
Ngoài hình ảnh của Mặt Trời, hiệu ứng Novaya Zemlya cũng có thể nâng cao hình ảnh của các vật thể khác phía trên đường chân trời, chẳng hạn như đường bờ biển thường không nhìn thấy được do khoảng cách của chúng. Sau khi nghiên cứu bộ Saga of Erik the Red, Waldemar Lehn đã kết luận rằng hiệu ứng Novaya Zemlya có thể đã hỗ trợ người Viking trong việc khám phá Iceland và Greenland, nơi không thể nhìn thấy từ đất liền trong điều kiện khí quyển bình thường.